# Taniec wiejski na obrazach Bruegla
Taniec wiejski (Weselny taniec na świeżym powietrzu) – jeden z motywów jakie utrwalał niderlandzki malarz Pieter Bruegel.
Bruegel zasłynął głównie jako malarz wiejski przedstawiający sceny rodzajowe rozgrywające się w środowisku chłopskim. Nie był pionierem w utrwalaniu wiejskich scen. Przed nim w salony mieszczan trafiły płótna Hieronima Boscha. Bruegel zgodnie ze swoim zwyczajem umieszczał na płótnach treści moralizatorskie i filozoficzne. Jednym z takich tematów był taniec. W XVI wieku ta forma rozrywki była obwarowana ścisłymi regułami. W tańcu nie można było wymachiwać ramionami, nogami, zbyt głośny śmiech traktowano jako nieuprzejme zachowanie. Bruegel jako mieszczanin poruszając temat zabawy wiejskiej ganił ich zbyt frywolny wyraz.

## Opisy obrazów
Taniec weselny (niderl. Dansende boeren op een bruiloftsfeest in de open lucht), obraz olejny na desce, o wymiarach 119,4 × 157,5 cm, namalowany w 1566. Przedstawia grupę 125 weselników, ukazanych na pozór w chaotyczny sposób, lecz w rzeczywistości każda z nich, czy to z osobna czy w grupie, ma swoje znaczenie nie do końca dziś wyjaśnione. Na pierwszym planie widoczna jest w całej okazałości postać tancerza. Jako jedyny spogląda na widza, a po jego ruchach można wnioskować, iż albo jest to wiejski błazen lub uosobienie niewłaściwych zachowań. Malarz w dość przesadzony sposób przedstawił saczka wieśniaka; była to modne wówczas okrycie męskich genitaliów. Według krytyków jest to przedstawienie płodności i reprodukcji przedstawione w radosny sposób. W środku z odkrytą głową tańczy panna młoda ze starszym mężczyzną, być może ze swoim ojcem. Jego postawa nawiązuje raczej do statecznej figury znanej z tańców dworskich. Wokół tańczących Bruegel umieścił scenki rodzajowe. Po prawej stronie za muzykiem grającym na dudach, widoczna jest tajemnicza postać przyglądająca się tańczącym. U jego pasa wiszą przybory pisarskie, co może wskazywać na jego profesję pisarza i być może sam pochodzi z mieszczańskiego stanu, podobnie jak malarz i tak jak on jest krytycznie nastawiony do hulanek. Za nim w głębi widoczny jest zawieszony obrus udekorowany koroną. Pod nim siedziała przy stole panna młoda. Teraz przed nią przy stole zbierają pieniądze, dalej po lewej stronie widać kopiących rowy, przy krawędzi których zasiądą weselnicy do jedzenia.
Taniec wieśniaków (niderl. De dorpskermis), obraz olejny na desce, o wymiarach 114 × 164 cm, namalowany ok. 1567. Mamy tu do czynienia ze sceną z o wiele mniejsza liczbą postaci. W odróżnieniu od Tańca weselnego, gdzie można zauważyć górną perspektywę, tu Bruegel ukazał scenę z tego samego poziomu co postacie na pierwszym planie. Takie ujęcie z początku zasłania epizody rozgrywające się wokół. Na pierwszym planie, po lewej stronie ponownie widoczny jest grajek na dudach, po prawej natomiast tańczące postacie w monumentalnej wielkości. Środek obrazu pozostaje pusty, ale widz patrząc na parę ma wrażenie ich przemieszczania się w stronę stołu z biesiadnikami. Za nim znów malarz przedstawia krótkie scenki rodzajowe. Jakiś mężczyzna wyciąga kobietę z zagrody namawiając ją do tańca. Nad nimi wisi czerwony sztandar z herbami. Po ich prawej stronie widać błazna, a po lewej ponownie stojącego mężczyznę przypatrującego się zabawie. U dołu po lewej stronie widoczne są dwie dziewczynki bawiące się naśladując taniec dorosłych. Fragment ten ukazuje humor całej sceny.
Na obu dziełach Bruegel udokumentował XVI-wieczną wieś podczas zabawy. Przedstawione postacie mają u niego pospolity wygląd, ich zabawy ograniczają się do pospolitych rozrywek. Dzięki szczegółom w jakie obfitują płótna – stroje, resztki jedzenia na stolach, widz ma wrażenie „wciągania go” w sam środek zabawy. Przy tym wszystkim malarz nie boi się ukazywać fizyczną i psychiczną ułomność postaci oraz ukazywać słabości ludzkie widoczne podczas zabaw. Symbolicznym takim przedstawieniem jest grupa pijących mężczyzn widoczna w lewym rogu w Wiejskim tańcu, oraz całujące się postacie na obu obrazach.